# Еримантски глиган
Еримантският глиган се свързва с четвъртия подвиг на Херкулес. Представлява много едра и свирепа дива свиня. 

## Легенда
Глиганът живее в гората Еримант в древногръцката област Аркадия. Известен със своята сила и жестокост, той често опустошава околностите на град Псофис и убива срещнатите хора.
Когато Херкулес получава от господаря си, владетеля Евристей, задачата да убие звяра, той се отправя към мъдрия кентавър Фол за съвет и е посрещнат сърдечно от него. Кентавърът устройва богато угощение на своя гост, поднасяйки му вино, подарък от бога на веселието Дионис, с което разярява повечето други кентаври, тъй като бъчвата с виното била подарък за всички тях. Те нападат Херкулес и Фол, но героят, запазил самообладание, започва да ги налага с горещи цепеници от горящия в пещерата на Фол огън, с което ги подплашва и те побягват, но той започва да ги преследва, обстрелвайки ги със стрелите си, чиито върхове по-рано е натопил в отровата на Лернейската хидра. В резултат на това пострадва неговият приятел Хирон – най-мъдрия кентавър, в чиято пещера се скриват преследваните, и който е уцелен с една от стрелите. Херкулес бързо промива и превързва раната, но не може да го излекува, затова Хирон, измъчван от силни болки решава да се размени с прикования към скала Прометей, осъден от Зевс да бъде изтезаван от орел, кълвящ месата му, всеки път наново разранявайки ги след поредното им зарастване. Все пак междувременно Фол дава на героя нужните му напътствия, които са да примами животното в дълбок сняг, за да може да го хване по-лесно. Херкулес успява и, с глигана на гръб, привестван от благодарните жители на Пелопонес, се упътва към град Микена, където е дворецът на Евристей, у когото временно попаднал в робство, по желание на богинята Хера. Там героят се опитва да го предаде на царя, но той е толкова уплашен от чудовището, че го изпуска и се скрива в една голяма ваза.